# John Konesky
John S. Konesky (født 19. november 1980) er en amerikansk guitarist og lejlighedsvis skuespiller.